# 国民公園
国民公園（こくみんこうえん）とは、日本の環境省が管理する公園の一つ。日本国政府が設置・管理する公園で、都市公園・自然公園以外のものを指す。昭和22年12月の閣議決定（旧皇室苑地の運営に関する件）に基づき、旧皇室苑地である皇居外苑・新宿御苑・京都御苑の3箇所が国民公園とされ、これと無名戦没者の遺骨が納められている千鳥ヶ淵戦没者墓苑と戦後強制抑留及び引揚死没者慰霊碑苑地を合わせて国民公園等という。維持及び管理は、環境省の自然環境局に置かれる国民公園管理事務所（皇居外苑・京都御苑・新宿御苑）及び千鳥ケ淵戦没者墓苑管理事務所が行う。
- 国民公園
  - 皇居外苑（東京都千代田区）（北の丸公園  、半蔵門園地を含む[1]）
  - 新宿御苑（東京都新宿区）
  - 京都御苑（京都市上京区）
- 墓地公園
  - 千鳥ケ淵戦没者墓苑（東京都千代田区）
- 戦後強制抑留及び引揚死没者慰霊碑苑地（東京都千代田区）